# Any Minute Now
Any Minute Now – trzeci album studyjny belgijskiej grupy Soulwax, wydany w 2004 r. przez wytwórnię PIAS Recordings.

## Lista utworów
1. "E Talking" – 4:35
2. "Any Minute Now" – 3:07
3. "Please... Don't Be Yourself" – 3:42
4. "Compute" – 4:44
5. "KracK" – 2:32
6. "Slowdance" – 4:23
7. "A Ballad to Forget" – 2:37
8. "Accidents and Compliments" – 4:32
9. "NY Excuse" – 4:48
10. "Miserable Girl" – 3:41
11. "YYY/NNN" – 4:00
12. "The Truth Is So Boring" – 4:48
13. "Dance 2 Slow" – 1:46